# 郭良义
郭良义，江西新建（今江西南昌）人，是一名清朝政治人物。举人出身。
郭良义曾于1783年接替杨卓任青浦县知县一职，1783年由康杰接任。